# Caecilia subterminalis
Espèce
Statut de conservation UICN

 DD  : Données insuffisantes
Caecilia subterminalis est une espèce de gymnophiones de la famille des Caeciliidae.

## Répartition
La répartition de cette espèce n'est connue de sa description de sa localité type, l'Équateur.

## Publication originale
- Taylor, 1968 : The Caecilians of the World: A Taxonomic Review. Lawrence, University of Kansas Press.